# Вендиго (повесть)
«Вендиго» (англ. Wendigo) — одна из наиболее известных повестей британского писателя Элджернона Блэквуда о жутком существе, обитающем в бескрайних канадских лесах. Впервые произведение было опубликовано в авторском сборнике «Затерянная долина и другие истории» в 1910 году.

## Краткое содержание
В дикой местности к северу от Крысиного порта в Северо-Западном Онтарио два шотландца — студент-богослов Симпсон и его дядя, доктор Кэткарт, автор книги о коллективных галлюцинациях, — отправляются на охоту на лося с двумя проводниками Хэнком Дэвисом и его другом, канадским французом Жозефом Дэфаго. Пока их индейский повар Панк остается в основном лагере, охотники разделяются на две группы; доктор Кэткарт идет с Хэнком, а Дэфаго ведет Симпсона на каноэ вниз по реке, чтобы исследовать обширную территорию за её пределами.
Симпсон и Дэфаго разбивают лагерь, и вскоре становится ясно, что Дефаго чувствует — или, по крайней мере, думает, что ощущает — какой-то странный и пугающий запах, принесенный легким дуновением ветра. Той же ночью Симпсон просыпается и обнаруживает, что Дэфаго в ужасе съежился и от чего-то наполовину находится за пределами палатки. Позже Дэфаго убегает в ночь, заставляя Симпсона пойти на его поиски. Много миль юноша идет по следам проводника, оставленным на свежем снегу, замечая, что следы Дэфаго — не единственные. Большие следы, оставленные рядом, явно не принадлежат человеку. Постепенно Симпсон замечает, что и собственные следы Дэфаго превратились в уменьшенную версию больших. В конце концов, оба набора следов исчезают, и Симпсон полагает, что он слышит далекий голос Дэфаго, кричащий откуда-то в небе: «О! О! Какая огромная высота! О, мои ноги! Они горят…!»
Симпсону наконец удается вернуться в главный лагерь, где он воссоединяется с остальными. Доктор Кэткарт и Хэнк возвращаются с ним на поиски Дэфаго. Когда они снова разбивают лагерь, Хэнк начинает звать Дэфаго и тот — или какая-то отвратительная пародия на него — появляется перед ними из чащи, а затем снова исчезает там в ночи. Встревоженные и обеспокоенные тем, чему они стали свидетелями, охотники возвращаются в главный лагерь на лодке и обнаруживают, что Дэфаго — на этот раз настоящий — каким-то образом уже вернулся обратно. Страдая от бреда, переохлаждения и обморожения, через две недели после этого он умирает, а трое мужчин остаются в состоянии недоумения и неуверенности в том, что произошло. Один только Панк мог бы объяснить им это, но он сбежал домой, как только почувствовал ужасный запах, который носил с собой Дэфаго. Как индеец, он сразу понял, что Дефаго видел Вендиго.

## Автобиографические моменты и культурные отсылки
В этой истории Элджернона Блэквуда можно заметить немало моментов связанных с биографией автора. Интерес к сверхъестественному пробудил в писателе учитель частной школы, обладавший даром терапевтического гипноза, после чего юноша начал активно изучать психиатрию. Психиатром в повести является доктор Кэткарт, однако основные автобиографические моменты повести связанны с другим шотландцем, молодым проповедником Симпсоном. Как и Симпсон, британец Блэквуд, завершив высшее образование отправился в Швейцарию, а затем в Канаду, где заинтересовался фольклором североамериканских индейцев и впервые услышал миф о вендиго. В 1892 году британец на всё лето исчез в канадских лесах. Эта поездка, вероятно, вдохновила писателя на создание «Острова призраков». Вторая и более актуальная экспедиция — охота на лося — случилась в октябре 1898 года, когда Блэквуд был на службе Джеймса Шпейера. Эта поездка была описана им в статьях «Среди любимых мест лося» и «В канадской глуши». Последнее путешествие также вдохновило писателя на написание рассказа «Озеро Скелета: Эпизод в лагере». Кроме того переживания периода ранней юности нашли отражение во других произведениях Блэквуда, написанных в Швейцарии, куда он вернулся решив посвятить себя литературе.

## Оценка и влияние на литературу
Повесть Блэквуда вызвала огромный резонанс в кругу фольклористов и профессиональных писателей:
- Грейс Изабель Колброн в своем эссе 1915 года «Элджернон Блэквуд: Признательность» отметила, что: «Для чистого обнаженного концентрированного ужаса, необъяснимого и необъяснимого, такие рассказы, как „Вендиго“… можно назвать ведущими среди историй о сверхъестественном».[4]
- Горячий поклонник Блэквуда Х. Ф. Лавкрафт писал: «Еще одна удивительно мощная, хотя и менее художественно-завершенная повесть [чем „Ивы“ Блэквуда] — это история „Вендиго“, где мы сталкиваемся с ужасными свидетельствами существования огромного лесного демона, о котором шепчутся по вечерам лесорубы Северного леса. Такие свидетельства невероятных вещей, на самом деле являют заметный триумф мастерства самого автора».[5]
- Август Дерлет создал свою одноимённую сущность, описанную в серии Мифы Ктулху в рассказе «Следствие о Вендиго», а в своем более раннем рассказе, вдохновленном повестью Блэквуда, (The Thing That Walking on the Wind, опубликованной в сборнике Strange Tales of Mystery and Terrors , в январе 1933), он напрямую ссылается на имя Блэквуда и его рассказ об «элементалях воздуха».[6]
- Свободная адаптация «Вендиго» Элвина Шварца появляется в его антологии ужасов Scary Stories to Tell in the Dark.[7]

## Переводы повести
Существует как минимум два перевода повести, которые сильно отличаются один от другого. Первым вышел меньший по объёму перевод В. Максимова (сборник «Крылатая смерть», 1993), вторым перевод Елены Пучковой (авторский сборник из серии «Гримуар» — «Вендиго», 2005), однако даже беглое сравнение показывает, что они сильно разнятся в том числе и по содержанию.

## В массовой культуре
- В игре ужасов на выживание для PS4 2015 года «До рассвета» изображены монстры вендиго. Действие игры происходит на вымышленной канадской горе Блэквуд (провинция Альберта), в чём легко усмотреть отсылку в отношении как автора, так и его произведения.[8]